# Bulungan (kabupaten)
Bulungan (indonez. Kabupaten Bulungan) – kabupaten w indonezyjskim Borneo Północnym. Jego ośrodkiem administracyjnym jest Tanjung Selor.
Od wschodu leży nad Morzem Celebes. Obejmuje liczne wyspy, w tym Palau Baru i Palau Bunyu. Dawniej należał do Borneo Wschodniego.
W 2010 roku kabupaten ten zamieszkiwało 112 663 osób, z czego 45 350 osób stanowiła ludność miejska, a 67 313 ludność wiejska. Mężczyzn było 60 275, a kobiet 52 388. Średni wiek wynosił 25,38 lat.
Kabupaten ten dzieli się na 10 kecamatanów:
- Bunyu
- Peso
- Peso Hilir
- Sekatak
- Tanjung Palas
- Tanjung Palas Barat
- Tanjung Palas Tengah
- Tanjung Palas Timur
- Tanjung Palas Utara
- Tanjung Selor